# Romeo Zondervan
Romeo Zondervan (* 4. März 1959 in Paramaribo, Suriname) ist ein ehemaliger niederländischer Fußballspieler mit Wurzeln in Suriname.

## Karriere
Der Mittelfeldspieler begann seine Karriere als Einwanderersohn aus der ehemaligen niederländischen Kolonie 1977 bei ADO Den Haag. 1978 ging er nach nur einem Jahr im Regierungssitz zum FC Twente Enschede. Er blieb vier Jahre in Enschede und ging von dort aus nach England. 1982 unterschrieb er einen Kontrakt bei West Bromwich Albion und zwei Jahre später kam er zu Ipswich Town. In zehn Jahren England kam der Niederländer auf insgesamt 358 Einsätze in den englischen Ligen. 1992 kehrte er wieder in die Niederlande zurück und wechselte zum NAC Breda. Zondervan beendete seine Karriere 1995. Er konnte keinen einzigen Titel erringen. 
International spielte er einmal für die niederländische Auswahl. Er nahm an der Fußball-Europameisterschaft 1980 in Italien teil, wo die Niederlande in der Vorrunde als Gruppendritter ausschied.